# Михайловский дворец
Миха́йловский дворец — дворец великого князя Михаила Павловича, четвёртого сына Павла I и Марии Фёдоровны, младшего брата императоров Александра I и Николая I. Историческое здание в Санкт-Петербурге, построенное в 1819—1825 годах по проекту архитектора К. И. Росси в центре города на площади, в 1834 году получившей название Михайловской (с 26 сентября 1940 года — площадь Искусств). Памятник архитектуры позднего классицизма, или русского ампира. С 1898 года в здании находился «Русский музей императора Александра III», с 1917 года — Государственный Русский музей.

## История создания

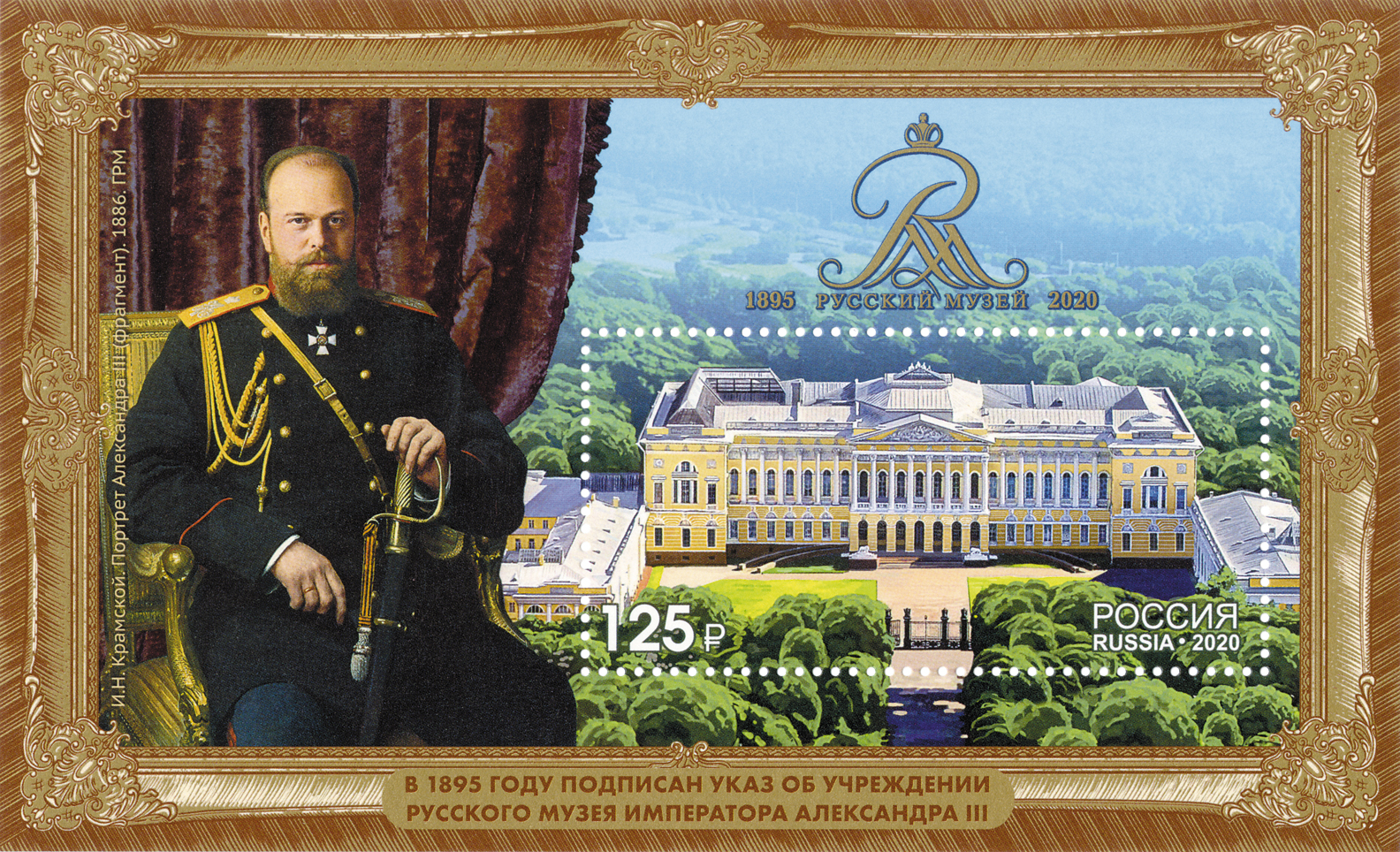
Почтовая марка 2020 года. На почтовой марке изображён Михайловский дворец

Идея постройки новой резиденции для великого князя Михаила Павловича принадлежала его отцу, императору Павлу I. Император после рождения младшего сына, которому не суждено было получить трон, приказал ежегодно откладывать денежные суммы для строительства дворца, «дабы сын, достигнув совершеннолетия, по крайней мере, мог жить по-царски». Императору не пришлось увидеть воплощение своей идеи — в результате дворцового переворота он был убит 24 марта 1801 года в собственной спальне Михайловского замка. Когда Михаилу Павловичу исполнился 21 год, в 1819 году новый император Александр I решил начать строительство.
Строительство дворца Александр I поручил председателю Комитета строений и гидравлических работ А. Бетанкуру. По инициативе Бетанкура разработка проекта была поручена К. И. Росси. К. Росси работал над проектом дворца с 1817 года. Вначале возведение великокняжеской резиденции планировалось на месте дворца Воронцова, а затем — на месте дома Чернышёва (впоследствии на этом месте был построен Мариинский дворец). Совместно с Бетанкуром Росси выдвигает новую градостроительную идею и проектирует реконструкцию не только Михайловского дворца, но и обширного прилегающего к нему района между Невским проспектом, Фонтанкой, Садовой улицей и Чернышевым переулком. В начале апреля 1819 года была создана «Комиссия для построения дворца великому князю Михаилу Павловичу». Тогда же начался снос оранжерей и парников в бывших садах Михайловского замка.
17 апреля состоялась закладка дворца, который был закончен в 1823 году. Здание императорским указом было пожаловано великому князю «в вечное и потомственное владение». Отделка интерьеров продолжалась ещё два года и дворец был торжественно освящён 30 августа (11 сентября по н. ст.) 1825 года. Приёмку дворца осуществлял сам император Александр I. Государь остался доволен и наградил архитектора К. Росси орденом св. Владимира 3-й степени и бриллиантовым перстнем. На постройку дворца было затрачено 7 млн 875 тысяч рублей. Великий князь Михаил поселился во дворце с супругой великой княгиней Еленой Павловной.
Интерьеры дворца неоднократно перестраивали. Для великого князя дворец был не только домом, но и местом службы, где он ежедневно принимал военных и гражданских чиновников. В 1830-х годах часть интерьеров перестраивал под служебные нужды А. И. Штакеншнейдер. Позднее, в 1840—1850-х годах, жилые комнаты для членов большой семьи приспосабливал архитектор Г. А. Боссе с помощниками. Изначальный вид сохранила лишь Парадная лестница и знаменитый Белый (Белоколонный) зал. В других помещениях частично сохранились оригинальные роспись и декоративная лепка падуг и плафонов.
После кончины Михаила Павловича в 1849 году Елена Павловна, стремясь сберечь память о великом князе, устраивала во дворце салоны, которые посещали известные в столице государственные деятели, писатели, художники: министр иностранных дел князь А. М. Горчаков, министр юстиции граф В. Н. Панин, барон М. А. Корф, братья Вильегорские, писатели В. А. Жуковский, П. А. Вяземский, академики К. М. Бэр, В. Я. Струве, А. Х. Востоков, Н. И. Пирогов, художники И. К. Айвазовский, Н. С. Пименов, Т. А. Нефф, П. Ф. Соколов. Иногда появлялся сам император Николай I. Писатель и философ, князь В. Ф. Одоевский стал своеобразным летописцем этих встреч. В последние годы Елена Павловна много путешествовала по Европе. После её кончины в 1873 году некоторое время во дворце проживала её дочь — великая княжна Екатерина Михайловна.
В 1894 году внуки Михаила Павловича продали дворец в казну. 13 апреля 1895 года Именным Высочайшим Указом императора Николая II во дворце был учреждён «Русский музей императора Александра III». Работы по перестройке интерьеров дворца под музейную экспозицию в 1895—1898 годах осуществлял архитектор В. Ф. Свиньин.
Реставрационные работы после фашистской блокады 1941—1944 годов закончились в здании в 1946 году и музей вновь открыли для посетителей.

## Архитектура
Ныне существующее здание Михайловского дворца с прилегающими территориями было построено на основе третьего по счёту проекта Карла Росси на месте полуразрушенных парников и оранжерей в садах Михайловского замка Павла I. Первые два варианта Михайловского дворца не получили одобрения Комитета строений и гидравлических работ, которым руководил А. Бетанкур. Совместно с Бетанкуром Росси выдвигает новую градостроительную идею, определившую формирование всего парадного центра города. Этот проект необычен совмещением двух казалось бы взаимоисключающих идей: замкнутой композиции дома типа «усадьба в городе» и создания широкого пространственного ансамбля: дворца с прилегающим садом с северной стороны, площади перед парадным фасадом дворца с южной стороны, ансамбля прилегающих зданий и улиц, включая улицу, соединяющую всю композицию с главной магистралью города — Невским проспектом. В полном объёме проектный вариант всего ансамбля сложился у архитектора только к 1823 году. В это время Росси параллельно работал над разработкой проектов других ансамблей столицы: Елагина острова, Марсова поля, Адмиралтейской набережной, площадей перед Михайловским замком, ансамблей Дворцовой и Сенатской площадей.
В ранний период творчества Росси увлекался творчеством А. Палладио. В ансамбле зданий Елагина острова и в других проектах Росси продемонстрировал умение свободно интерпретировать палладианские композиции, добиваясь в каждом отдельном случае органичной связи постройки с окружающим пейзажем.
Здание Михайловского дворца, несмотря на размах (южный фасад дворца простирается на 105 м), в композиционном отношении ещё консервативно. Его планировка следует одновременно трём традициям — палладианству, «французской схеме» (трёхчастная структура с парадным двором: курдонёром) и русскому усадебному зодчеству: главный корпус и два боковых флигеля с заглублением главного фасада относительно красной линии (так называемая усадьба в городе). Большой ордер на аркадах южного и северного фасадов развивает классическую палладианскую тему, привитую в Петербурге благодаря творчеству Дж. Кваренги.
Главный южный фасад дворца состоит из центрального корпуса, оформленного восьмиколонным портиком коринфского ордера, поднятым на аркаду, с широкой лестницей и двумя фигурами львов по сторонам. Портик увенчан треугольным фронтоном. Боковые корпуса оформлены трёхчетвертными коринфскими колоннами и скульптурным фризом, состоящим из 44 барельефов работы скульптора В. И. Демут-Малиновского. Дворец находится в глубине парадного двора, отделённого от улицы высокой чугунной оградой с тремя воротами и четырёхгранными пилонами, увенчанными военными трофеями (арматурой). Ограда, ворота и трофеи придают всей композиции ампирный вид.
Северный фасад, выходящий в Михайловский сад, оформлен сходным образом, но он не имеет сильно выдающихся боковых ризалитов, а центральная часть представляет собой не портик, а просторную, типично итальянскую лоджию, также на аркадах, с колоннами коринфского ордера. Скульптурные детали фасадов выполнены скульпторами В. И. Демут-Малиновским и С. С. Пименовым. Эти скульпторы (они сотрудничали с архитектором Росси во многих постройках) создали также скульптурный декор в интерьерах. Росписи в интерьерах осуществляли итальянцы Д. и П. Скотти, А. Виги, Б. Медичи.
Выдающимся произведением архитектуры является парадная многомаршевая лестница дворца. Она открывается при входе через главный подъезд в проёме огромной полуциркульной арки. Лестница опоясана на уровне второго этажа коринфской колоннадой. На уровне капителей колонн размещены скульптурные панно, а на падугах — росписи гризайлью, имитирующей скульптурные фигуры теламонов. Галереи второго этажа открывает Белоколонный зал, сохранивший отделку, соответствующую проекту К. Росси. Он является ярким примером стиля русского ампира в оформлении дворцового интерьера. Белые колонны искусственного мрамора (стукко) сочетаются с позолотой плафона, бронзовых люстр и живописным фризом, имитирующим барельеф на золотом фоне. В зале экспонируются уникальные произведения декоративно-прикладного искусства, в том числе гарнитур мебели резного дерева с белым «французским лаком» и позолотой, с обивкой синим шёлком, выполненной по рисункам Росси мебельной мастерской В. И. Бобкова.